# Fantasea II: The Second Wave
Fantasea II: The Second Wave – drugi album studyjny amerykańskiej raperki Azealii Banks, którego wydanie planowano na czerwiec 2018 roku, trzy miesiące po pierwszej ogłoszonej dacie. Będzie to pierwsze wydawnictwo piosenkarki pod szyldem jej własnej wytwórni, Chaos & Glory Recordings. 
Pierwotnie pierwszym singlem promującym płytę był "Escapades" z czerwca 2017. Na początku 2018 Banks ogłosiła, że jak dotąd jedynym oficjalnym singlem z albumu zamiast "Escapades" będzie "Anna Wintour", którego pełna wersja została opublikowana 6 kwietnia (pierwotnie planowano premierę na 18 marca).      6 lipca, 2018, Azealia zrealizowała utwór "Treasure Island" jako drugi singiel z albumu.
W lutym 2018 artystka opublikowała oficjalną listę tytułów 22 utworów, które mają się znaleźć na płycie. Większość została już opublikowana w internetowych serwisach muzycznych, ale niektóre z nich nie zostały jeszcze dokończone. Cztery z nich mają być niespodziankami dla fanów.